# Labessette
Labessette är en kommun i departementet Puy-de-Dôme i regionen Auvergne-Rhône-Alpes i centrala Frankrike. Kommunen ligger i kantonen Tauves som tillhör arrondissementet Issoire. År 2022 hade Labessette 63 invånare.

## Befolkningsutveckling
Antalet invånare i kommunen Labessette
| Referens: INSEE |